# 三反田町 (尼崎市)

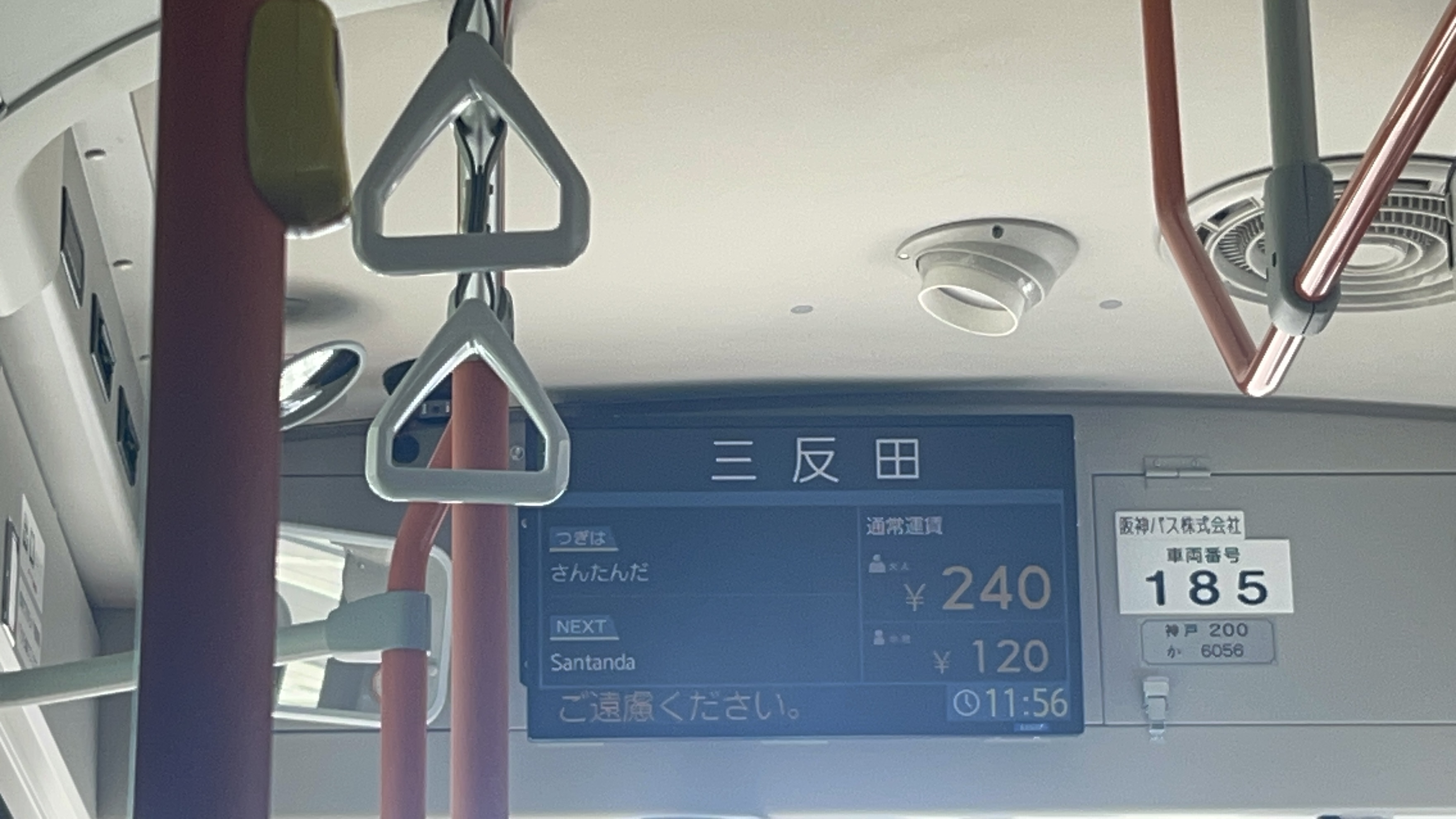
阪神バス三反田停留所案内

三反田町（さんたんだちょう）は、兵庫県尼崎市にある町丁。1丁目から3丁目まである。郵便番号は661-0024。座標: 北緯34度44分21.883秒 東経135度24分19.738秒 / 北緯34.73941194度 東経135.40548278度

## 地理
東は尾浜町、西は立花町、南は東七松町、北は大西町と隣接している。

## 交通

### 鉄道
鉄道は走っていない。

### バス
| 路線番号 | 業者     | 起点     | 町内の停留所                              | 終点     |
| -------- | -------- | -------- | ----------------------------------------- | -------- |
| 31       | 阪神バス | 阪急塚口 | (大西町)-三反田-障害福祉センター-(七松町) | 阪神尼崎 |

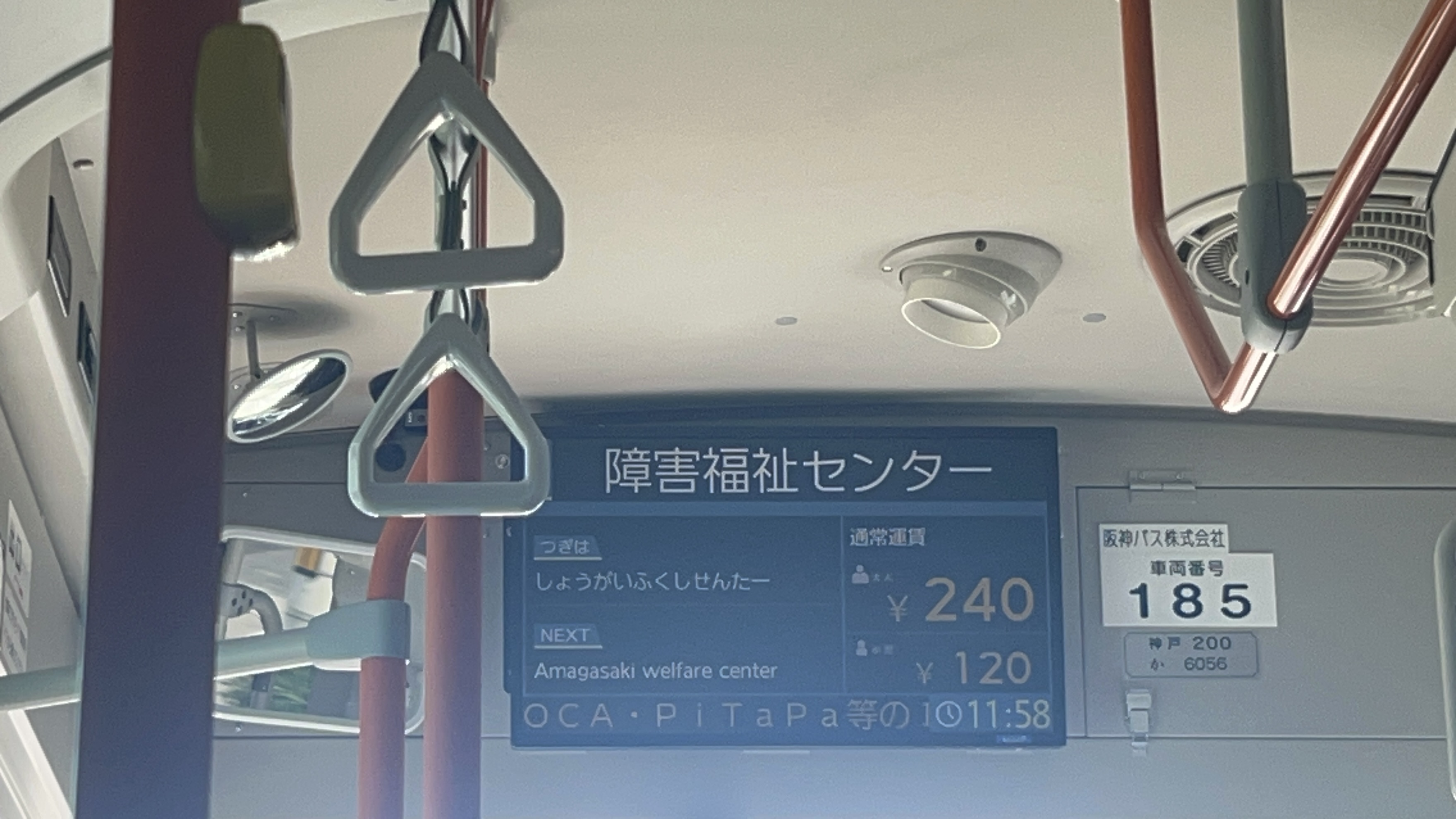
阪神バス障害福祉センター停留所案内

## 校区
出典:
| 丁目 | 区域 | 小学校       | 中学校     |
| ---- | ---- | ------------ | ---------- |
| 1    | 全域 | 立花南小学校 | 日新中学校 |
| 2    | 全域 | 立花南小学校 | 日新中学校 |
| 3    | 全域 | 立花南小学校 | 日新中学校 |

## 施設

### 1丁目
- サンディ 尼崎三反田店
- 尼崎市教育障害福祉センター
- 立花体育館
- 三反田墓地
- 西要寺
- 延光寺

### 2丁目
- 三反田公園
- 尼崎市立立花南小学校

### 3丁目
- サーティワンアイスクリーム 尼崎ロードサイド店
- 神子ヶ坪公園
- 立花南愛児園